# Филиппов, Александр Владимирович
Александр Владимирович Филиппов (род. 30 сентября 1973, Караганда) — казахстанский хоккеист, нападающий; тренер.

## Биография
Филиппов — воспитанник карагандинского хоккея.
В высших дивизионах России провёл 402 игры, набрав 57+38 очков. В 185 играх в высшей лиге отметился 34 шайбами и 39 передачами. В 37 играх в первой лиге забил 14 шайб и сделал 22 передачи.
На чемпионатах мира выступал в 1995 (дивизион С), 2007 (1 дивизион мирового хоккея).

## Достижения
- 3-е место на чемпионате мира (1 дивизион) — 2007
- 2-е место на чемпионате мира (дивизион С1) — 1995